# Licenza di manutentore aeronautico
La licenza di manutentore aeronautico (acronimo italiano LMA o internazionale AML) è una certificazione riguardante il personale tecnico che si occupa della manutenzione dei velivoli dell'aviazione civile e generale. 
In Italia questa licenza è emessa dall'ENAC ed è una qualifica professionale personale che soddisfa i requisiti della Part 66 facente parte del Regolamento UE 1321/2014 scritto da EASA.
La licenza si divide in tre categorie: tipo A, tipo B e tipo C ed in sottocategorie in funzione del genere di attività e apparati nonché del MTOW dei velivoli.
Per conseguire la licenza è necessario superare i moduli d'esame, che sono indicati dalla normativa della Part 66, e dimostrare il possesso dell'esperienza minima richiesta dalla normativa nel campo della manutenzione aeronautica.
Possono partecipare agli esami coloro i quali sono in possesso dei requisiti minimi previsti dalla circolare NAV68B emessa da ENAC. Una volta superati tutti i moduli d'esame in qualunque scuola approvata da EASA si presenta la richiesta di rilascio di LMA all'ENAC. Gli esami possono essere effettuati da ogni scuola approvata 147 presente sul territorio EASA. Le scuole approvate 147 che offrono corsi in lingua italiana sono: Agusta Westland, Alitalia e Vulcanair, ITS lombardo mobilità sostenibile, Flyon Aero e Northern Avionics (specializzata in campo avionico). Aviotrace Swiss, invece, ha sedi sul territorio italiano ma eroga corsi in lingua inglese. In Italia, vi sono anche istituti scolastici pubblici cui ENAC riconosce crediti formativi secondo un processo di accreditamento. Il primo fu nel 2010 l'ITI A.Malignani di Udine, cui ora è riconosciuta (anche grazie all'attività della PAN) la facoltà di emettere crediti per tutti i Moduli Part 66 per le categorie A, B1 e B2. Presso l'istituto vengono svolti stage a questo dedicati anche con il 5º Rgt. Aves Rigel dell'Aviazione dell'Esercito Italiano